# Lausnitzer Randberge
Mit Lausnitzer Randberge wird eine naturräumliche Untereinheit (394-D) des Hohen Fichtelgebirges (Haupteinheit 394) in den bayerischen Landkreisen Tirschenreuth und Wunsiedel bezeichnet. Sie besteht in der Hauptsache aus dem Kohlwald und seiner südöstlichen Abdachung.

## Systematik
Die Naturräumliche Haupteinheit Hohes Fichtelgebirge (394) wurde in den Arbeiten zum Handbuch der naturräumlichen Gliederung Deutschlands als Untereinheit der Haupteinheitengruppe Thüringisch-Fränkisches Mittelgebirge (39) ausgewiesen. Da jedoch in der verfeinernden Gliederung 1:200.000 die Blätter 142 Plauen (Süd) und 154/155 Bayreuth nie erschienen sind, hatte es bis in die 2010er Jahre hinein keine Verfeinerung dieser Gliederung gegeben.
Inzwischen hat das Bayerische Landesamt für Umwelt eine auf den Haupteinheiten aufbauende Gliederung aller Naturräume Bayerns vorgenommen, die gegebenenfalls jeweils eine weitere Unterebene enthält – also bis zur 5. Ordnung reicht. Da es keine darüber hinaus gehende Verfeinerung gibt, wurden den Haupteinheiten keine Nachkommastellen nachgestellt, sondern die Kennziffern der Unter-Naturräume werden mit einem nachgestellten Buchstaben versehen. Bei den Lausnitzer Randbergen als vierter von vier Untereinheiten war dies der Buchstabe D.

## Lage und Grenzen
Die Einheit 394-D enthält in der Hauptsache den Kohlwald mit dem Arzberger Forst (Kohlwald im engeren Sinne; etwa 22,7 km²) und dem sich nach Südosten anschließenden Münchenreuther Wald nebst Rodungsinseln um die nach Waldsassen eingemeindeten Orte Münchenreuth und Pechtnersreuth (etwa 24,5 km²) sowie das sich nach Süden anschließende, weitgehend unbewaldete Gebiet um Konnersreuth (etwa 26,0 km²).
Nach Südwesten grenzt der Naturraum an den durchgängig bewaldeten Reichsforst, der zur Naturraumeinheit 394-C Steinwald gezählt wird, nach Nordwesten an die Selb-Wunsiedeler Hochfläche (395) bzw. das Selb-Wunsiedeler Hügelland (395-A), nach Nordosten, in Tschechien, ans Egerbecken und nach Südosten an die Naab-Wondreb-Senke (396).
Der der Wondreb zufließende, namensgebende Bach Lausnitz ist kein zentrales Gewässer des Naturraums, sondern seine ungefähre Begrenzung nach Süden. Im Südosten trennt er den Gulgberg (579 m), dessen nordöstlichen Fortsetzungen (Gommelberg, Schachenreuth) mit ihm zusammen östliche Randberge des Naturraums und des (Hohen) Fichtelgebirges insgesamt zur Naab-Wondreb-Senke sind, vom Reichsforst. Rechts (in dem Falle westlich) der Lausnitz gehört auch der Weiler Rosenbühl (zu Konnersreuth) zum Naturraum, ab der Quelle südlich des Arzberger Weilers Preisdorf folgt die Südwestgrenze, westlich desselben nach Norden gehend, der Waldgrenze des Reichsforsts, um dieser schließlich nach Westen zu folgen. Vom Feisnitz-Stausee wird die Vor-Sperre (im Osten) noch genau zum Naturraum eingegliedert, die Hauptsperre jedoch zum Selb-Wunsiedeler Hügelland ausgegrenzt.
Nördlich der Talsperre und östlich von Arzberg und Schirnding folgt die nach Nordosten führende Naturraumgrenze, die hier auch Haupteinheitengrenze ist, ziemlich genau der westlichen Waldgrenze des Arzberger Forstes und schließlich der Eisenbahn in Richtung Cheb. Die nördliche Grenze des Naturraums zum Egerbecken liegt ganz in Tschechien und war nicht Betrachtungsgegenstand des LfU. Die südöstliche Grenze zur Naab-Wondreb-Senke mit Hundsbach, Waldsassen, Kondrau (bis hierhin alles Ortsteile von Waldsassen) und Pleußen folgt der östlichen Waldgrenze des Münchenreuther Waldes, wobei im dünner bewaldeten Teil westlich bis südwestlich Waldsassens der Weiler Netzstahl noch dem Randberge-Naturraum zugeschlagen wurde.

## Berge
Folgende Erhebungen des Naturraums sind erwähnenswert (geordnet nach Höhe über NHN, nach dem Gedankenstrich folgt jeweils eine Lagebeschreibung):
- Sieben-Linden-Berg (643,1 m ü. NHN) – Südwesten des Arzberger Forstes (südöstlich von Arzberg)
- Kohlberg (633 m) – südwestlicher Randberg des Arzberger Forstes (südlich von Arzberg; Aussichtsturm)
- Glasberg (628 m) – südlicher Münchenreuther Wald (nordwestlich von Waldsassen)
- Dietzenberg (626 m) – zentral im Münchenreuther Wald (Rodungsinsel um Münchenreuth, nordwestlich des Ortes)
- Lehenbühl (622 m) – weitgehend gerodeter Südteil (nördlich von Konnersreuth)
- Gossenbühl (616 m) – nördlicher Münchenreuther Wald (zwischen Münchenreuth und Pechtnersreuth)
- Konnsberg (613 m) – Südteil (inselartig bewaldet, östlich von Konnersreuth; Basaltkuppe)
- Moosrangen (599 m) – zentraler Berg des Arzberger Forstes (nördlich des inselartig gerodeten Weilers Seedorf und südöstlich von Schirnding)
- Rehberg (591 m) – Südteil (inselartig bewaldet, westsüdwestlich von Konnersreuth; Basaltkuppe)
- Gulgberg (579 m) – südlichster Berg des Naturraums, unmittelbar östlich an den Reichsforst anschließend (inselartig bewaldet, westlich von Pleußen; Basaltkuppe)
- Gommelberg (575 m) – südöstlicher Randberg (unmittelbar nördlich Pleußens, Nordhang bewaldet; Gommelbergkapelle und Weiher; Basaltkuppe)
- „Im Gereut“[6] (561 m) – südöstlicher Randberg im Südteil, unmittelbar nördlich an den Reichsforst (östlicherer Kamm in Verlängerung des Steinwalds) anschließend (südwestlich von Konnersreuth)

## Gewässer
Alle Bäche der Lausnitzer Randberge fließen ins Flusssystem der Eger.
Im Süden des Naturraums fließt grenznah die Lausnitz nach Osten zur Wondreb, weiter nördlich tun dies der Glasmühlbach sowie der fast komplett in Tschechien verlaufende Hundsbach, dem aus Pechtnersreuth der Mühlbach zufließt.
In die entgegengesetzte Richtung, nach Westen (bzw. zunächst Südwesten), fließt die für den Naturraum relativ zentrale Feisnitz, die erst an der Hauptsperre des Feisnitz-Stausees den Naturraum verlässt und schließlich auf der Selb-Wunsiedeler Hochfläche in die Röslau mündet.